# Stenodyneriellus punctulatus
Stenodyneriellus punctulatus är en stekelart som beskrevs av Giordani Soika 1995. Stenodyneriellus punctulatus ingår i släktet Stenodyneriellus och familjen Eumenidae. Inga underarter finns listade i Catalogue of Life.